# Muzeum Zoologiczne Tadasa Ivanauskasa w Kownie
Muzeum Zoologiczne Tadasa Ivanauskasa w Kownie (lit. Kauno Tado Ivanausko zoologijos muziejus) – placówka muzealna założona w 1918 roku w Kownie, prezentująca zwierzęta żyjące u progu XX wieku w lasach Litwy i Żmudzi.
Muzeum powstało w 1918 roku w wyniku przekazania mu przez Tadasa Ivanauskasa – przyszłego profesora Uniwersytetu Kowieńskiego i założyciela Zoo – liczącej ponad 2 tys. egzemplarzy kolekcji swoich trofeów. Uroczystego otwarcia dokonano 1 lipca 1919 roku.